# فردریک آگوست بارتولدی
فردریک آگوست بارتولدی (به فرانسوی:Frédéric Auguste Bartholdi؛ زادهٔ ۲ اوت ۱۸۳۴-درگذشتهٔ ۴ اکتبر ۱۹۰۴) تندیس‌گر اهل فرانسه بود که بیشتر به دلیل طراحی تندیس آزادی شناخته می‌شود.
وی در ۴ اکتبر ۱۹۰۴ درگذشت و مقبره وی در گورستان مون‌پارناس است.

## نگارخانه

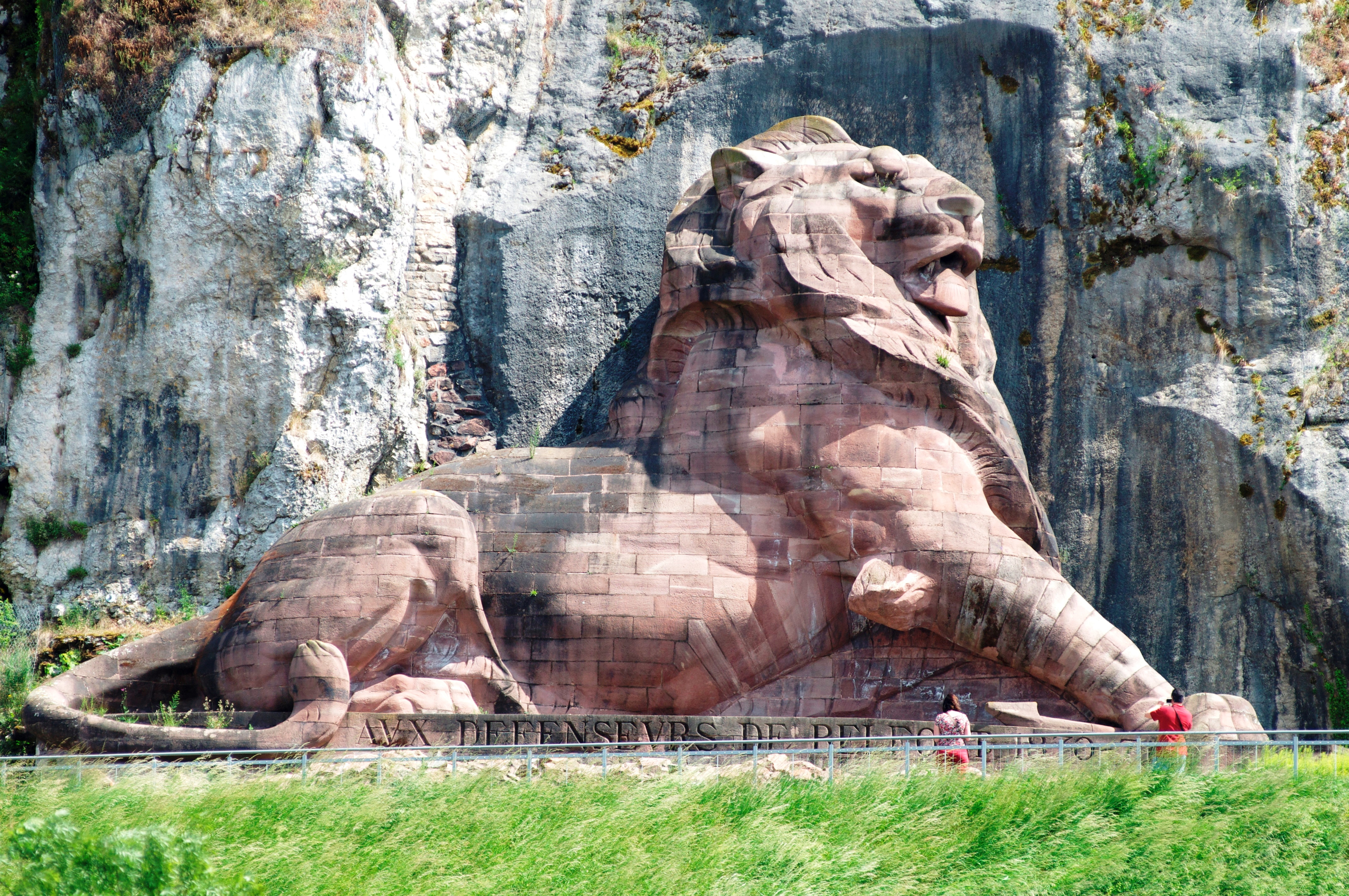
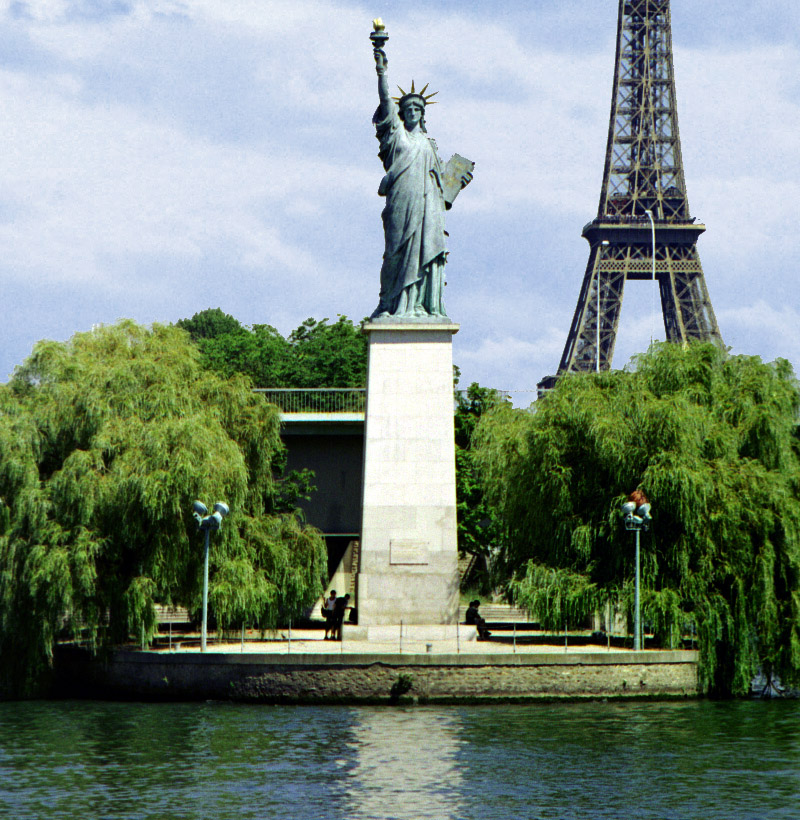
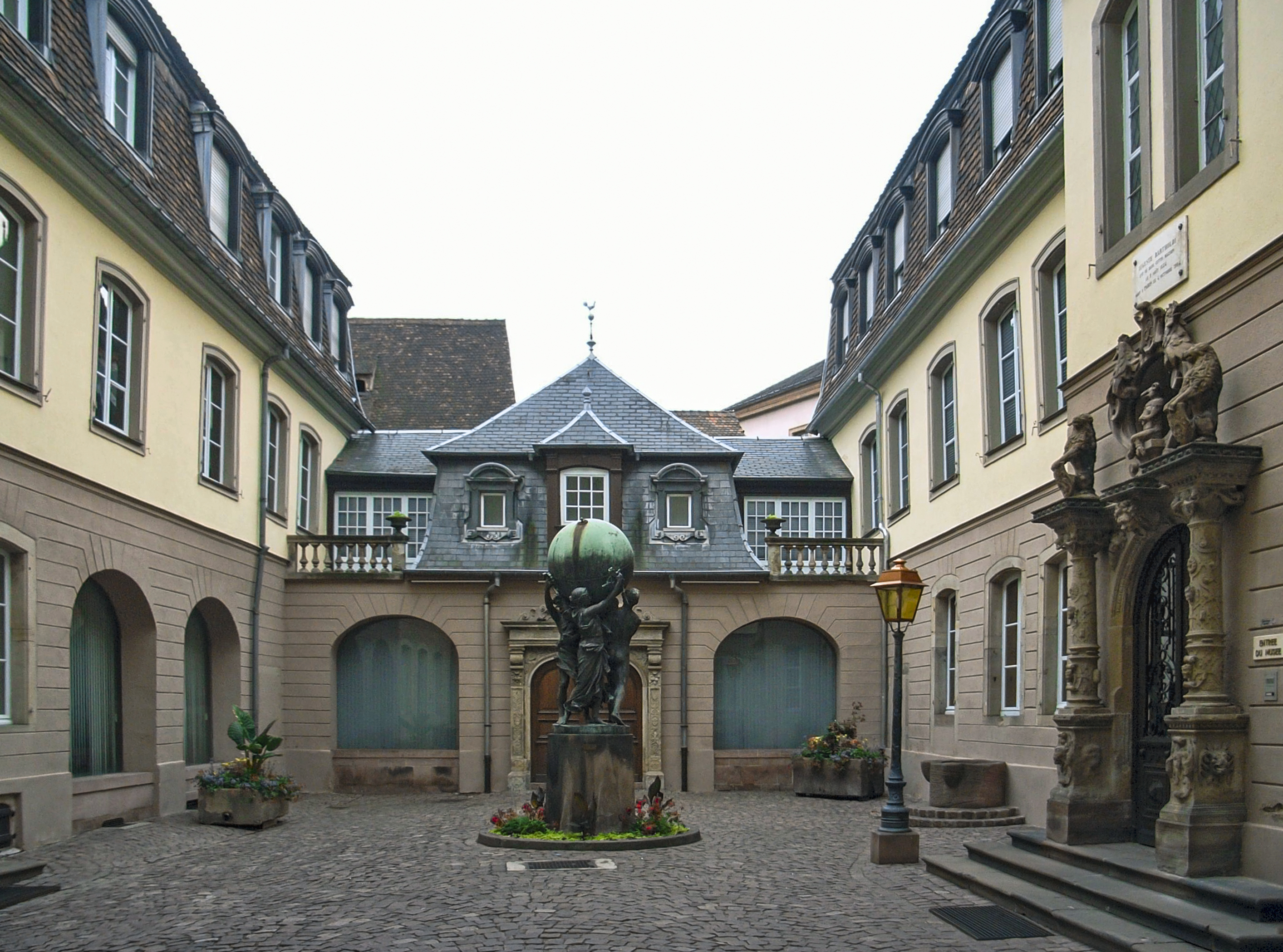
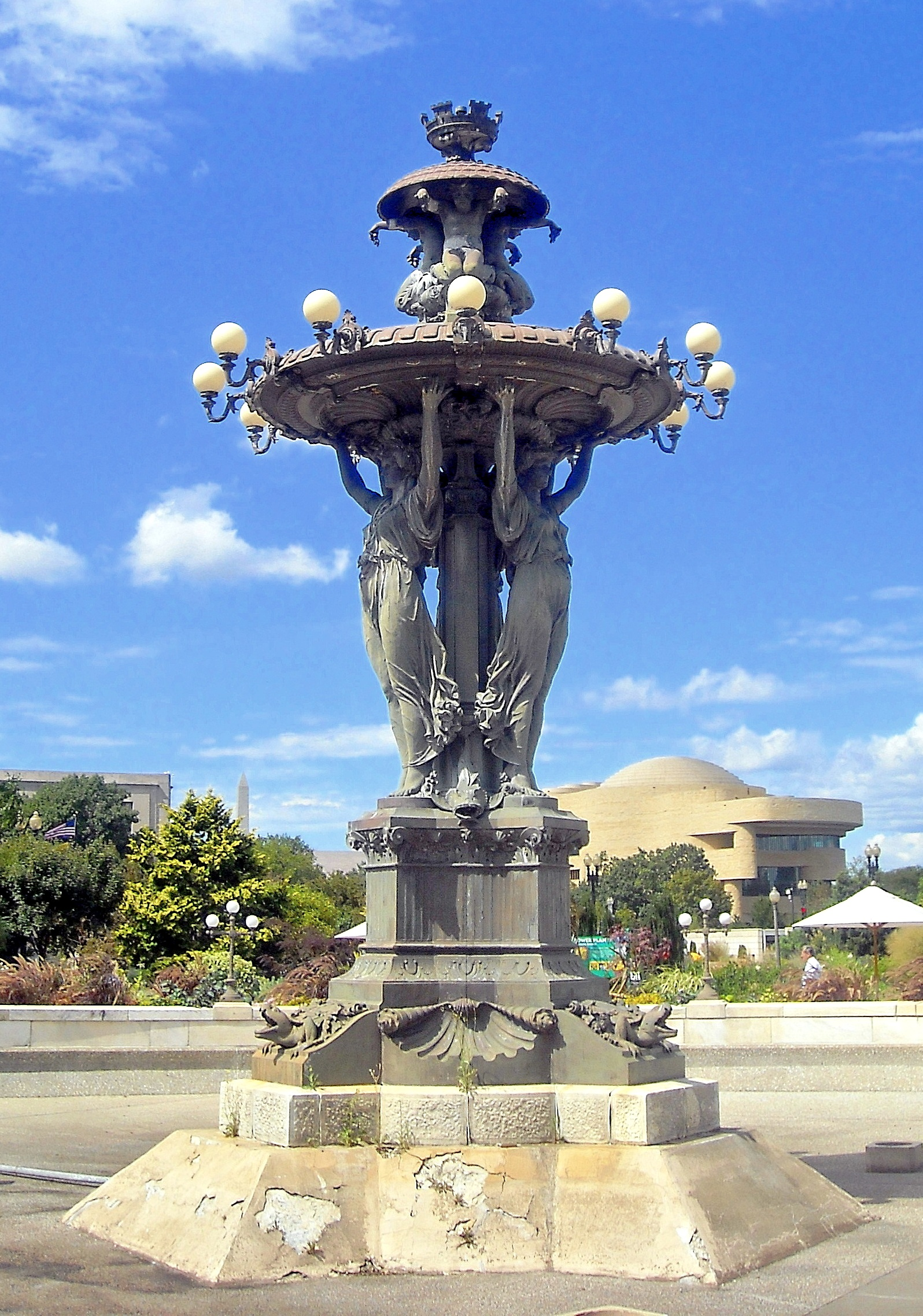
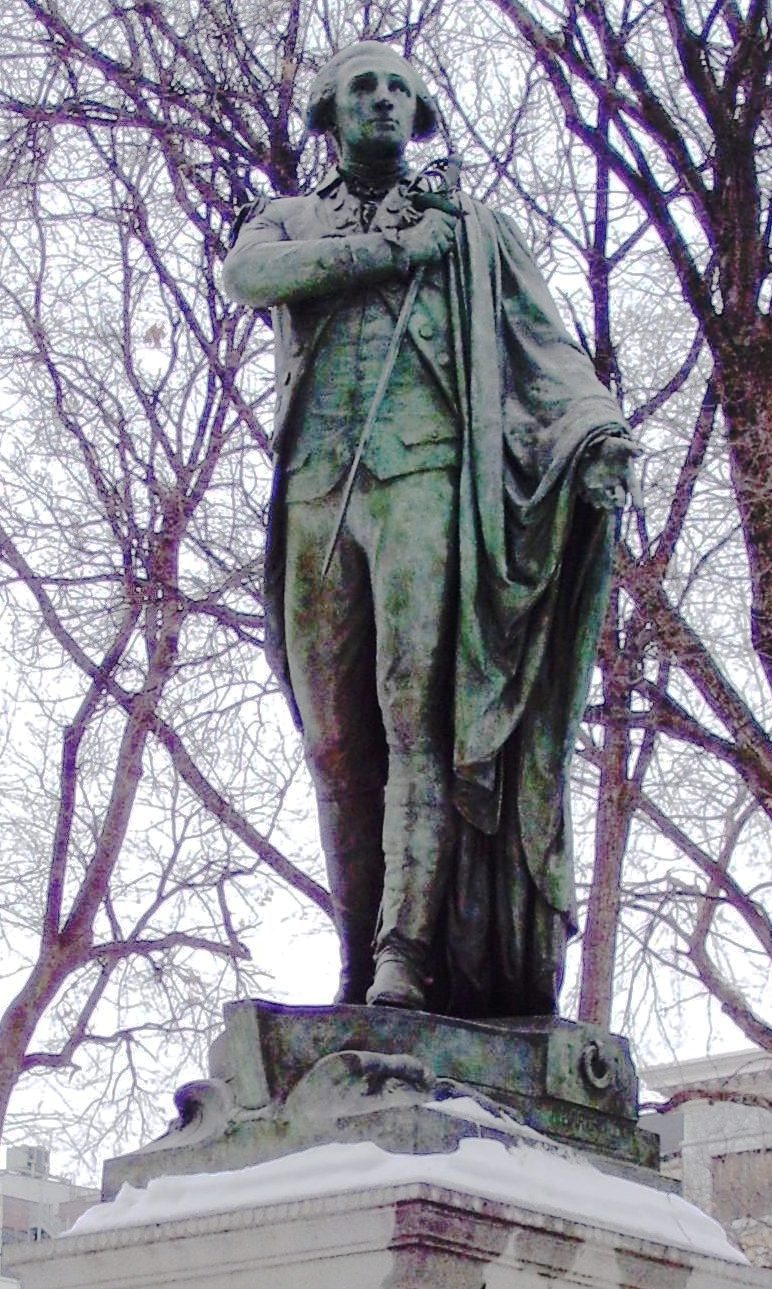